# Baldassare Verazzi

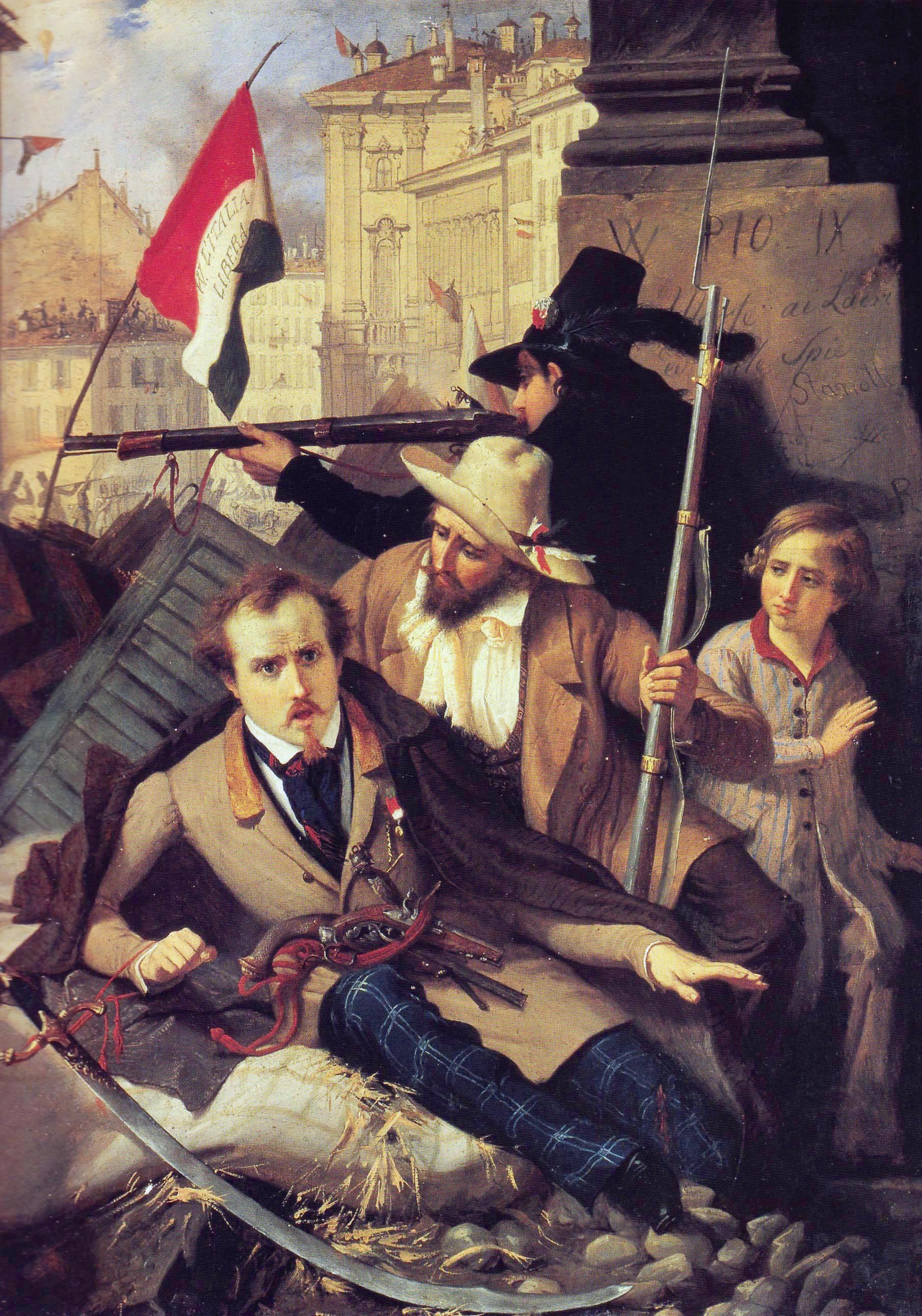
Episodio delle cinque giornate (épisode des cinq journées de Milan)

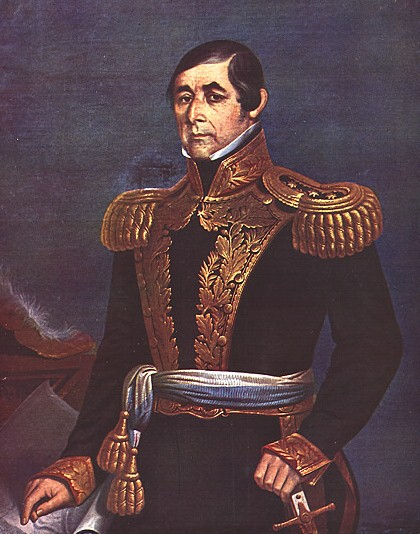
Portrait de Fructuoso Rivera

Baldassare Verazzi, né le 6 janvier 1819 à Caprezzo, dans la province du Verbano-Cusio-Ossola (Piémont, Royaume de Sardaigne) et mort le 18 janvier 1886 à Lesa (Italie), est un peintre italien.

## Biographie
Il étudie à l'Académie de Brera de Milan en compagnie de Carlo de Notaris de 1833 à 1842 puis également en 1851 auprès du peintre romantique vénitien Francesco Hayez (1791 - 1882), et participe à de nombreuses expositions à Turin et Milan. 
Il trouve son inspiration dans l'histoire (il peint notamment une fresque sur la vie de Léonard de Vinci) ou la religion (Sainte Famille en Égypte, en 1851 La parabola del Samaritano et en 1854 Raffaello Sanzio da Urbino presentato da Bramante al pontefice Giulio II) et son chef-d'œuvre demeure Episodio delle Cinque Giornate (Combattimento a Palazzo Litta) conservé au Musée du Risorgimento de Milan. 
Très impliqué dans les luttes d'émancipation de son pays, il est poursuivi par les autorités autrichiennes en 1848 et contraint de vivre une vie de proscrit. Il part en Argentine en 1856 et peint de nombreux portraits de personnalités locales ainsi que des scènes issues de la vie quotidienne ou d'évènements politiques ou militaires. Il revient en Italie et s'installe près du lac Majeur dont les paysages seront pour lui une nouvelle source d'inspiration qu'il peindra avec son fils Serafino (1875 - 1945).